# Jēkabs Bukse
Jēkabs Bukse (14 de junho de 1879 — 12 de maio de 1942) foi um ciclista letão, que competiu representando Rússia na prova de estrada (individual e por equipes) nos Jogos Olímpicos de Verão de 1912 em Estocolmo.